# Sant'Alfonso all'Esquilino
Sant'Alfonso all'Esquilino, även benämnd Santissimo Redentore e Sant'Alfonso in Via Merulana, är en kyrkobyggnad i Rom, helgad åt den helige Alfonso dei Liguori, grundare av Den allraheligaste Återlösarens kongregation. Kyrkan är belägen vid Via Merulana i Rione Esquilino och tillhör församlingen Santa Maria Maggiore in San Vito.

## Kyrkans historia
Kyrkan uppfördes 1855–1859 i nygotisk stil efter ritningar av den brittiske arkitekten George J. Wigley (1825–1866). I kyrkan vördas den undergörande ikonen Nostra Madre del Perpetuo Soccorso, utförd av den kretensiska skolan på 1300-talet. Fasaden präglas av spetsbågen och rosettfönstret. Kyrkan undergick en ombyggnad 1898–1900 av arkitekten Maximilian Schmalzl (1850–1930). I interiören har Eugenio Cisterna utfört en rad målningar.

## Titelkyrka
Santissimo Redentore e Sant'Alfonso in Via Merulana stiftades som titelkyrka av påve Johannes XXIII år 1960.
Kardinalpräster
- Joseph Ritter (1961–1967)
- José Clemente Maurer (1967–1990)
- Anthony Bevilacqua (1991–2012)
- Vincent Nichols (2014–)